# Bounty (album)
Bounty is het tweede muziekalbum van de Noorse singer-songwriter Haakon Ellingsen. Het kreeg als aanvullende titel mee: Nine songs from an armchair sailor. Het is een ontspannen klinkend album waarop Ellingsen wordt begeleid door Noorse musici. Alle liedjes zijn geschreven door Ellingsen, behalve Melted into Memory; de tekst is van Lord Byron.

## Musici
- Haakon Ellingsen – zang, gitaar, piano, ukelele, banjo.
- Brynjar Dambo – toetsinstrumenten, gitaar, basgitaar
- Ketil Vestrum Einarsen – dwarsfluit, saxofoon, toetsinstrumenten, zang
- Gauto Storsven – gitaar
- Henning Sandsdalen - basgitaar
- Oystein Hvarnen Rasmussen – slagwerk
- Sigrun Eng – cello

## Composities
1. On a silly veil with the wind from the harbor
2. How little we talk about sky
3. Bounty
4. Mohana
5. Heromine
6. Generously
7. The tidal wave
8. Melted into Memory (stanza for music)
9. Music man (een opvullertje uit 1978)